# De fem år
|  | Sammenskrivningsforslag Artiklerne De fem år, De fem år (skoleudg.) er foreslået sammenskrevet. (Siden august 2017) Diskutér forslaget Kort begrundelse: The same film |

|  | Denne artikel er oprettet af botten PalnaBot ud fra en ekstern database. Den kan derfor have sproglige fejl eller mangler. Denne skabelon kan fjernes efter kontrol af indholdet. |

De fem år er en film instrueret af Theodor Christensen efter eget manuskript.

## Handling
En autentisk og dokumentarisk film om Danmarks besættelse, modstandskampen og befrielsen. Takket være modige danske filmfolks indsats lykkedes det her i landet at filme store dele af modstandskampen og de afgørende begivenheder, som prægede årene 1940-45. Dette enestående materiale er her samlet i een enkelt film, suppleret med et stort antal optagelser, som siden er fundet frem, dels fra danske gemmer, dels fra tyske og engelske arkiver, hvor man bl.a. har fundet tyskernes egne filmoptagelser fra Danmarks besættelse den 9. april 1940 og nogle fantastiske optagelser fra den RAF-maskine, der ledede angrebet på shell-huset den 21. marts 1945.